# Kęstutis Navickas
Pour L'homme politique lituanien, voir Kęstutis Navickas (homme politique).
Kęstutis Navickas (né le 13 janvier 1984 à Kaunas) est un joueur de badminton lituanien. Il a participé aux Jeux Olympiques à Pékin en 2008. Il a gagné une médaille de bronze aux Jeux Européens 2015 à Bakou en simple hommes . Actuellement Kęstutis Navickas est le président du Conseil des entraîneurs de la Fédération Lituanienne de Badminton. 

## Carrière
Kęstutis Navickas a gagné le Championnat National de Lituanie de badminton en 2004, 2005, 2007 et 2008. Il a participé au Championnat du monde de badminton en 2006, mais il a été éliminé au 2ème tour par Taufik Hidayat. 
Aux Jeux olympiques de 2008, Kęstutis Navickas bat l'Espagnol Pablo Abián, puis le Russe Stanislav Pukhov, avant d'être éliminé en huitièmes de finale par le Malaisien Lee Chong Wei.
Depuis 2022, il est entraîneur-adjoint de l'équipe de France.

## Palmarès

### Jeux Européens
Simple hommes
| Année | Lieu                                 | Adversaire  | Score               | Résultat |
| ----- | ------------------------------------ | ----------- | ------------------- | -------- |
| 2015  | Baku Sports Hall, Bakou, Azerbaïdjan | Pablo Abián | 22–20, 16–21, 13–21 | Bronze   |

### BWF International Challenge/Series
Simplpe Hommes
| Année | Tournoi                   | Adversaire            | Score               | Résultat  |
| ----- | ------------------------- | --------------------- | ------------------- | --------- |
| 2015  | Lithuanian International  | Adam Mendrek          | 20–22, 21–6, 18–21  | Finaliste |
| 2012  | Bulgarian International   | David Obernosterer    | 22–20, 15–21, 21–13 | Vainqueur |
| 2011  | Lithuanian International  | Scott Evans           | 21–17, 12–21, 21–11 | Vainqueur |
| 2010  | Bulgarian International   | Przemyslaw Wacha      | 14–21, 21–11, 13–21 | Finaliste |
| 2010  | Canadian International    | Brice Leverdez        | 21–16, 18–21, 21–14 | Vainqueur |
| 2008  | Iran Fajr International   | Mohd Arif Abdul Latif | 18–21, 18–21        | Finaliste |
| 2008  | Uganda International      | Niluka Karunaratne    | 21–19, 21–13        | Vainqueur |
| 2006  | Estonian International    | Richard Vaughan       | 22–20, 15–21, 21–11 | Vainqueur |
| 2006  | Lithuanian International  | Pablo Abian           | 21–15, 21–12        | Vainqueur |
| 2005  | Latvia Riga International | Simon Maunoury        | 7–15, 7–15          | Finaliste |

Double mixte
| Année | Tournoi                   | Partenaire      | Adversaires                            | Score       | Résultat  |
| ----- | ------------------------- | --------------- | -------------------------------------- | ----------- | --------- |
| 2005  | Latvia Riga International | Kamila Augustyn | Jean-Michel Lefort Akvile Stapusaityte | 15–10, 15–7 | Vainqueur |

 BWF International Challenge
 BWF International Series
 BWF Future Series